# Gaius Pontius Herennius
Gaius Pontius Herennius est un général Samnite de la Rome antique.

## Biographie
En 321 avant J-C., il attire deux armées consulaires dans le défilé de Caudium et les fait passer sous le joug mais, alors à la tête de 7 000 hommes, est vaincu l'année suivante par le consul Publilius Philo.